# Saint-Martin-de-Mieux
Saint-Martin-de-Mieux är en kommun i departementet Calvados i regionen Normandie i norra Frankrike. Kommunen ligger i kantonen Falaise-Nord som ligger i arrondissementet Caen. År 2022 hade Saint-Martin-de-Mieux 391 invånare.

## Befolkningsutveckling
Antalet invånare i kommunen Saint-Martin-de-Mieux
Referens:INSEE